# Paolo Gerolamo Piola

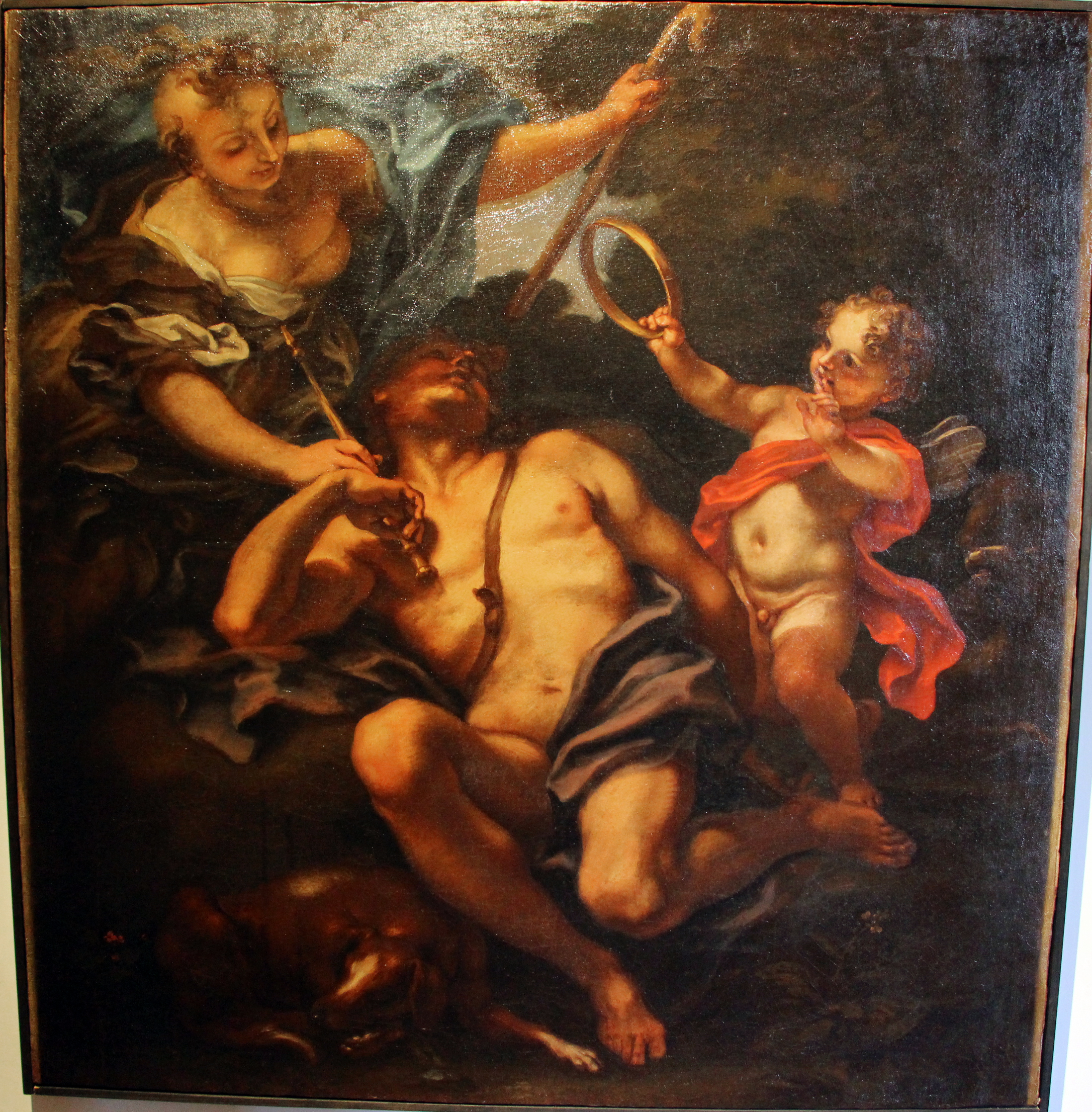
Diana ed Endimione, Palazzo Bianco, Genova

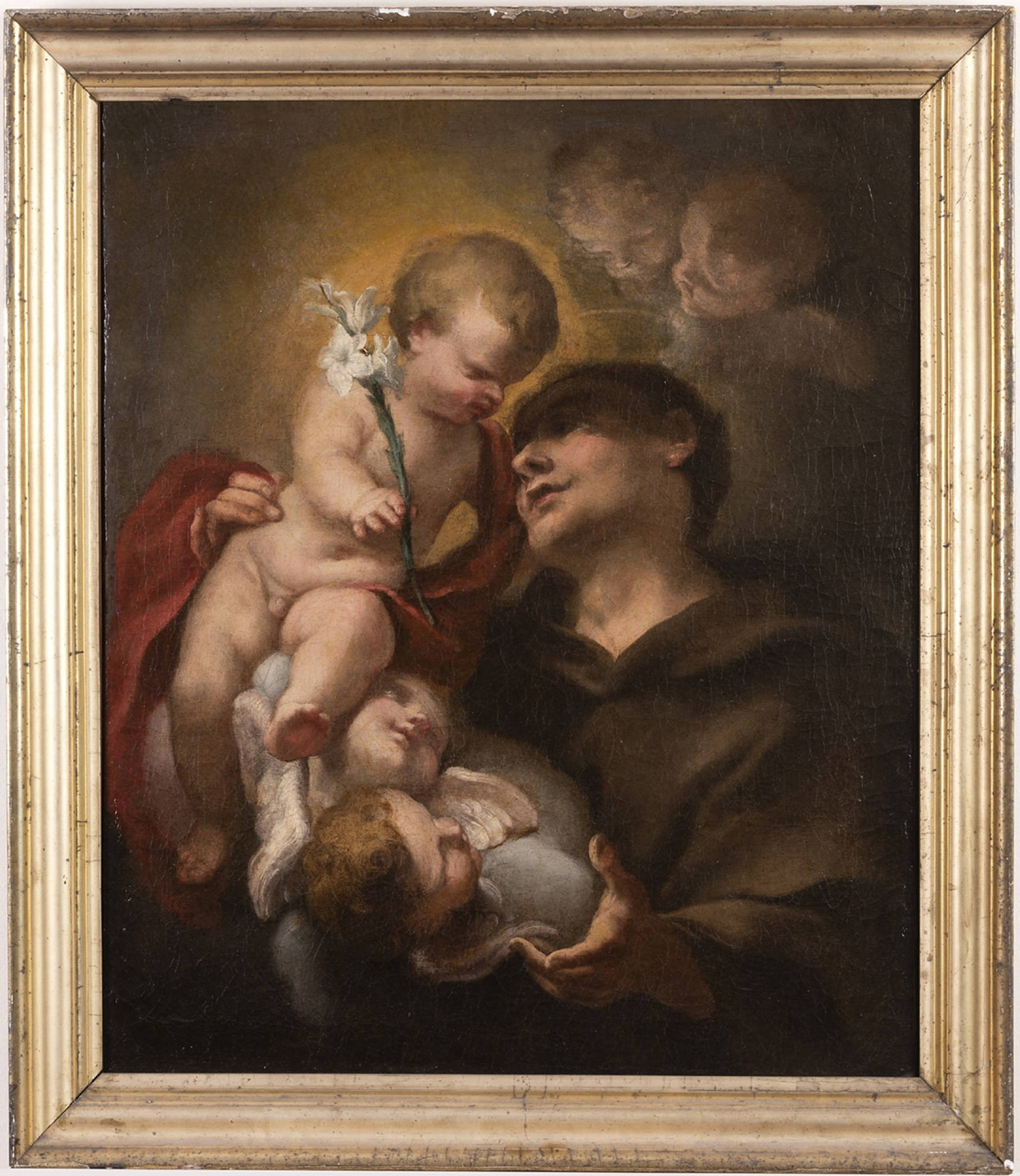
Paolo Girolamo Piola Visione di Sant'Antonio

Paolo Gerolamo Piola (Genova, 30 settembre 1666 – Genova, dicembre 1724) è stato un pittore italiano del periodo Barocco, attivo principalmente nella sua città natale.

## Biografia
Figlio del pittore Domenico Piola, titolare della maggiore bottega pittorica della Genova della seconda metà del seicento, e di Maddalena Varzi o Varsi, ebbe otto fratelli, tra cui i pittori Anton Maria, Giovanni Battista e Margherita (sposa di Gregorio De Ferrari). Inoltre ebbe numerosi artisti tra i suoi parenti e antenati, tra cui i pittori Pellegro Piola e Giovanni Andrea Piola. 
Dal padre apprese i primi rudimenti della pittura.
Tra il 1684 e il 1685 accompagnò il padre in varie città in cui aveva ricevuto commissioni (Milano, Bologna  e Piacenza), lavorando insieme a lui come assistente.
Tornato a Genova, il suo primo lavoro autonomo furono le figure dei quattro evangelisti nella chiesa di San Pietro in Banchi, seguito dalla Madonna e santi Lucia e Biagio di Nostra Signora delle Grazie al Molo; poi collaborò con il padre e con il cognato Gregorio De Ferrari alla realizzazione degli affreschi delle quattro stagioni a Palazzo Brignole (attuale Palazzo Rosso). Nel 1689 Paolo Gerolamo Piola eseguì, sempre nella loggia dello stesso palazzo, l'affresco raffigurante la “Leggenda di Diana ed Endimione”.
Nel 1690 era a Roma, dove, grazie al patronato del marchese Nicolò Maria Pallavicini, sotto la guida di Carlo Maratta approfondì lo studio dell'arte contemporanea, affinando le sue già notevoli doti di pittore. Nel 1694 tornò a Genova, richiamato dal padre, con il quale iniziò a collaborare alla produzione di numerosi dipinti di soggetti laico e religioso, in particolare la decorazione ad affresco della chiesa di San Luca. Partecipò al concorso bandito nel 1700 per la decorazione ad affresco della sala del Maggior Consiglio del palazzo ducale di Genova.  Dopo la morte del padre, nel 1703, assunse la responsabilità dello studio Piola, continuando a ricevere prestigiose commissioni. Per la Basilica di Santa Maria Assunta di Carignano realizza il suo capolavoro: Vergine fra i Santi Domenico, Ignazio e Caterina (1708). Prosegue la sua attività di frescante nelle residenze patrizie genovesi (Palazzo Sauli in san Genesio, Speranza e Carità in palazzo Grimaldi Pallavicino, Il concilio degli dei in Palazzo Doge Ferretto, e lo stesso tema in Palazzo Serra Gerace) e chiese (cappella Torre, Chiesa della Consolazione). Le sue ultime opere furono i cicli di affreschi della chiesa di santa Marta e di palazzo Durazzo Pallavicini.

Secondo quanto affermato dal Ratti, il Piola, affabile e generoso, ma amante della propria libertà, non si sposò, ne' volle mai avere allievi. Morì a Genova nel 1724 e fu sepolto nella scomparsa Chiesa di Sant'Andrea.

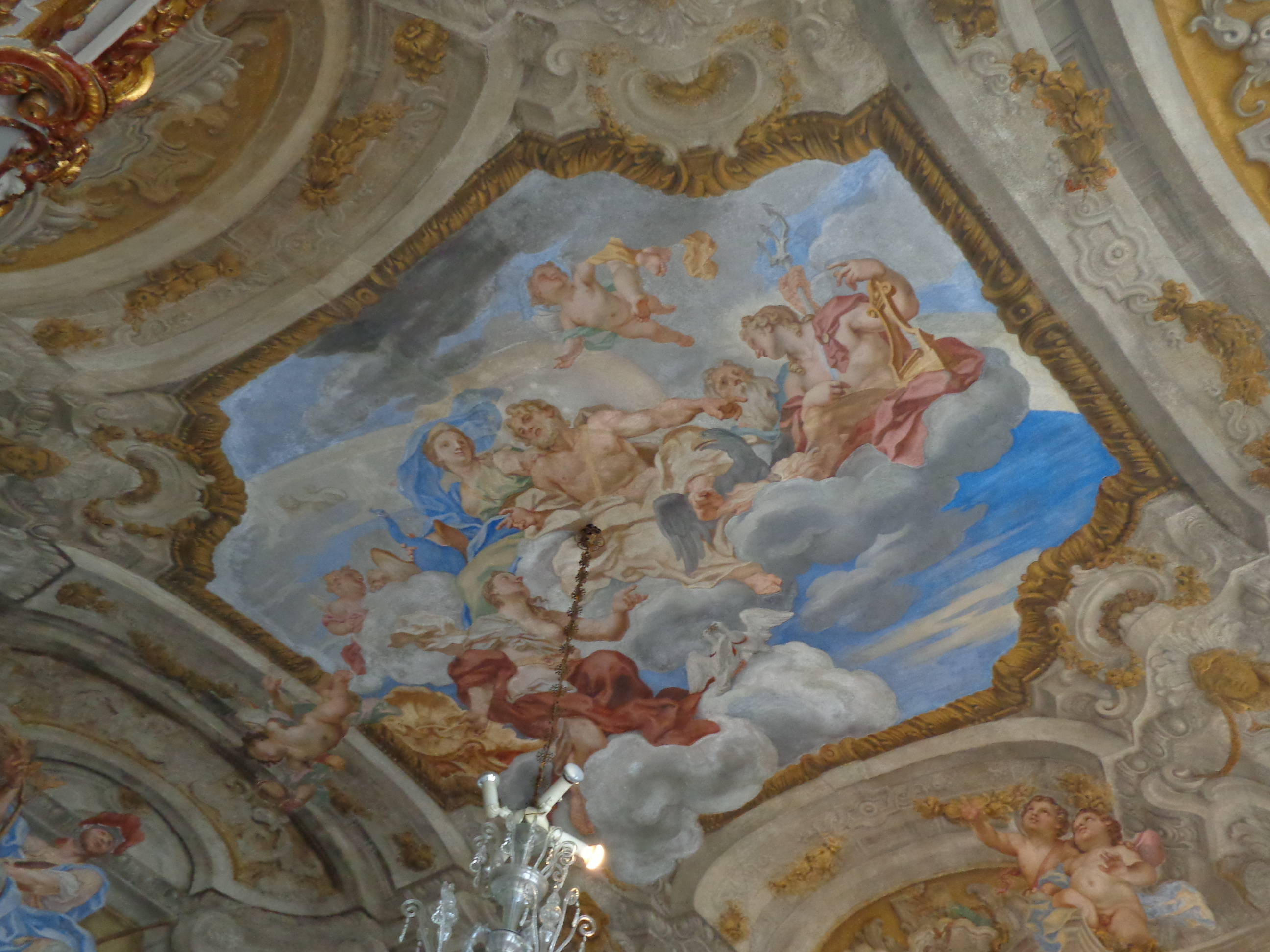
Volta, Palazzo Serra Gerace
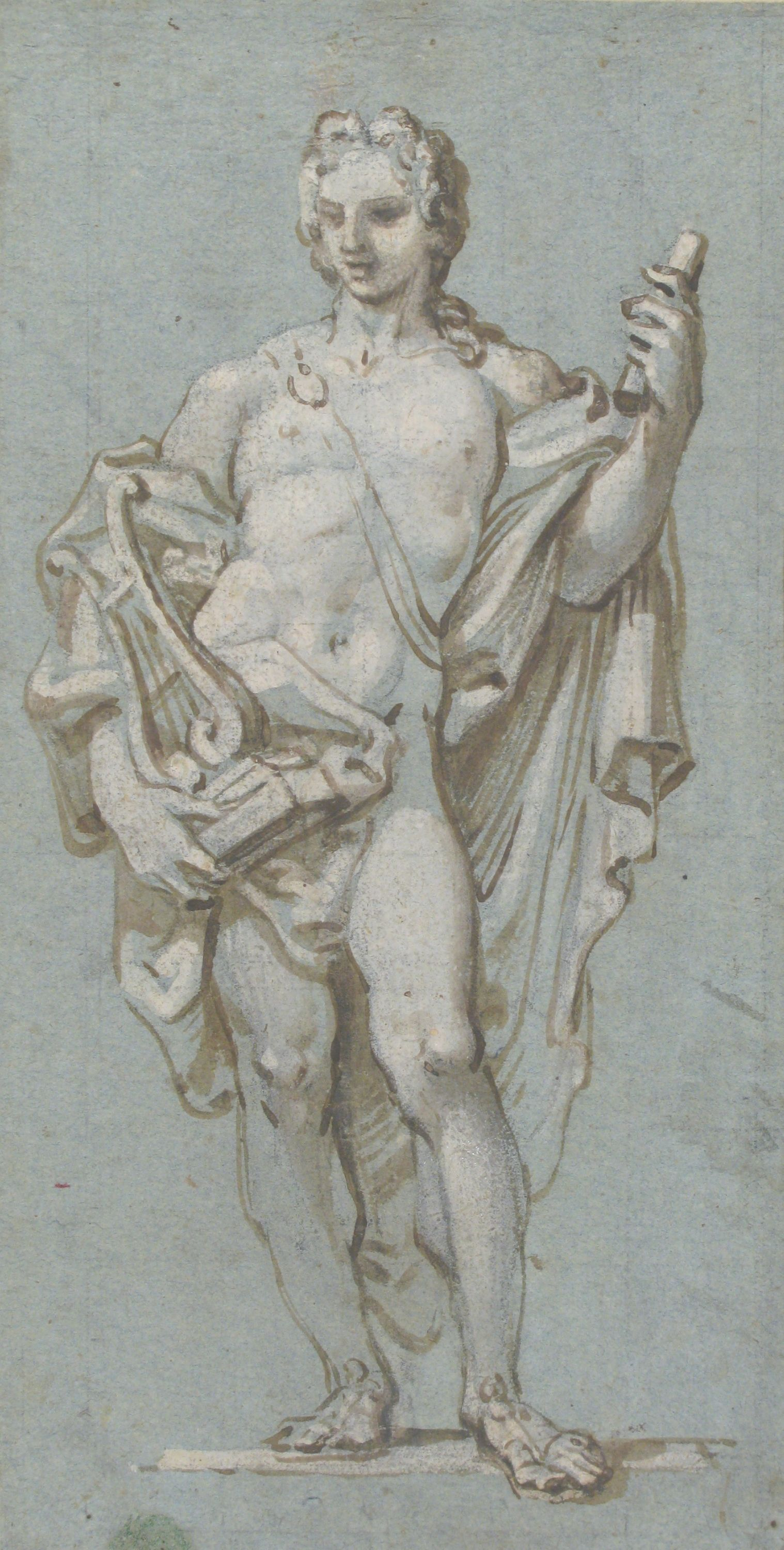
Apollo, Metropolitan Museum of Art, New York
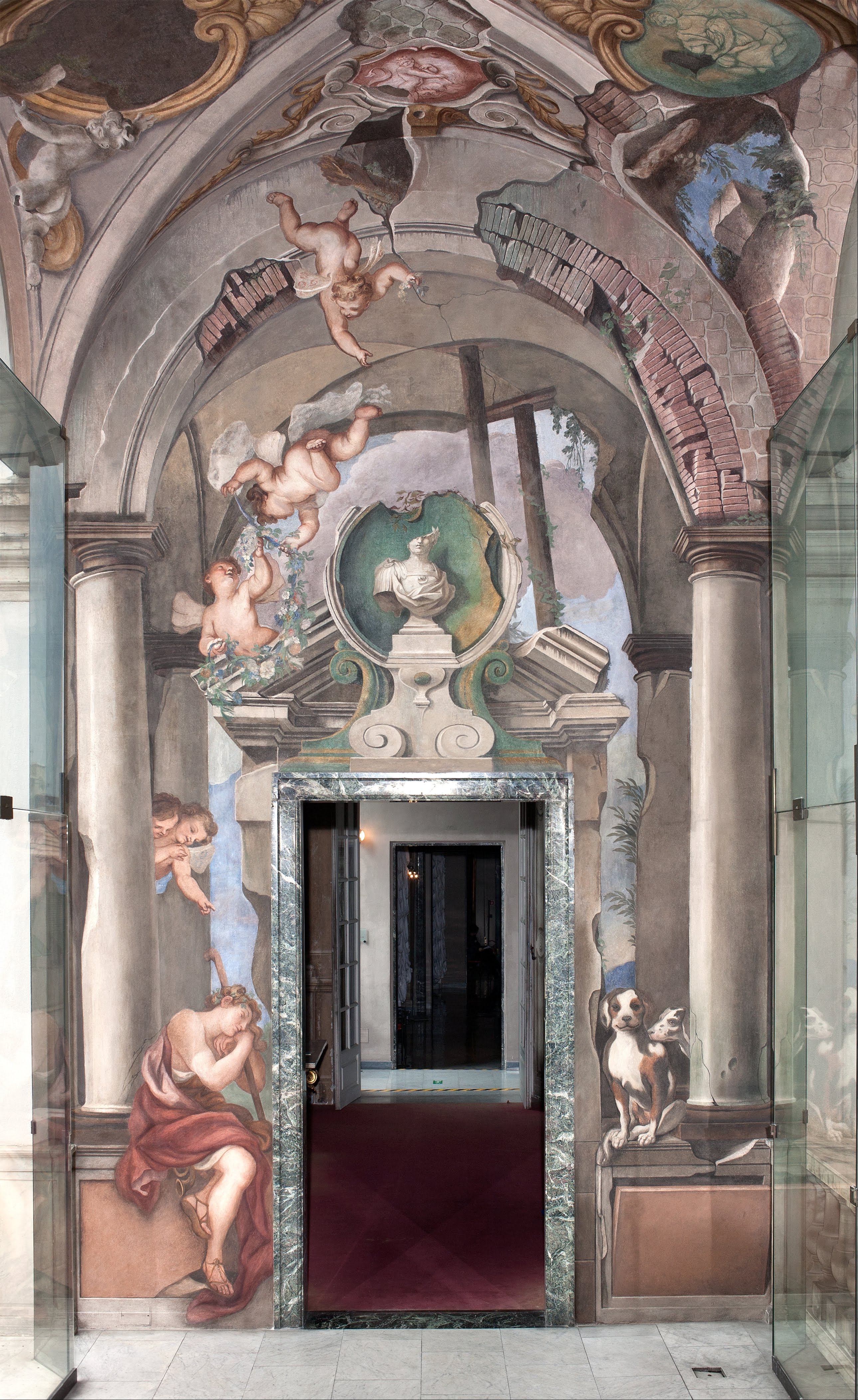
Loggia delle rovine, Palazzo Rosso, Genova
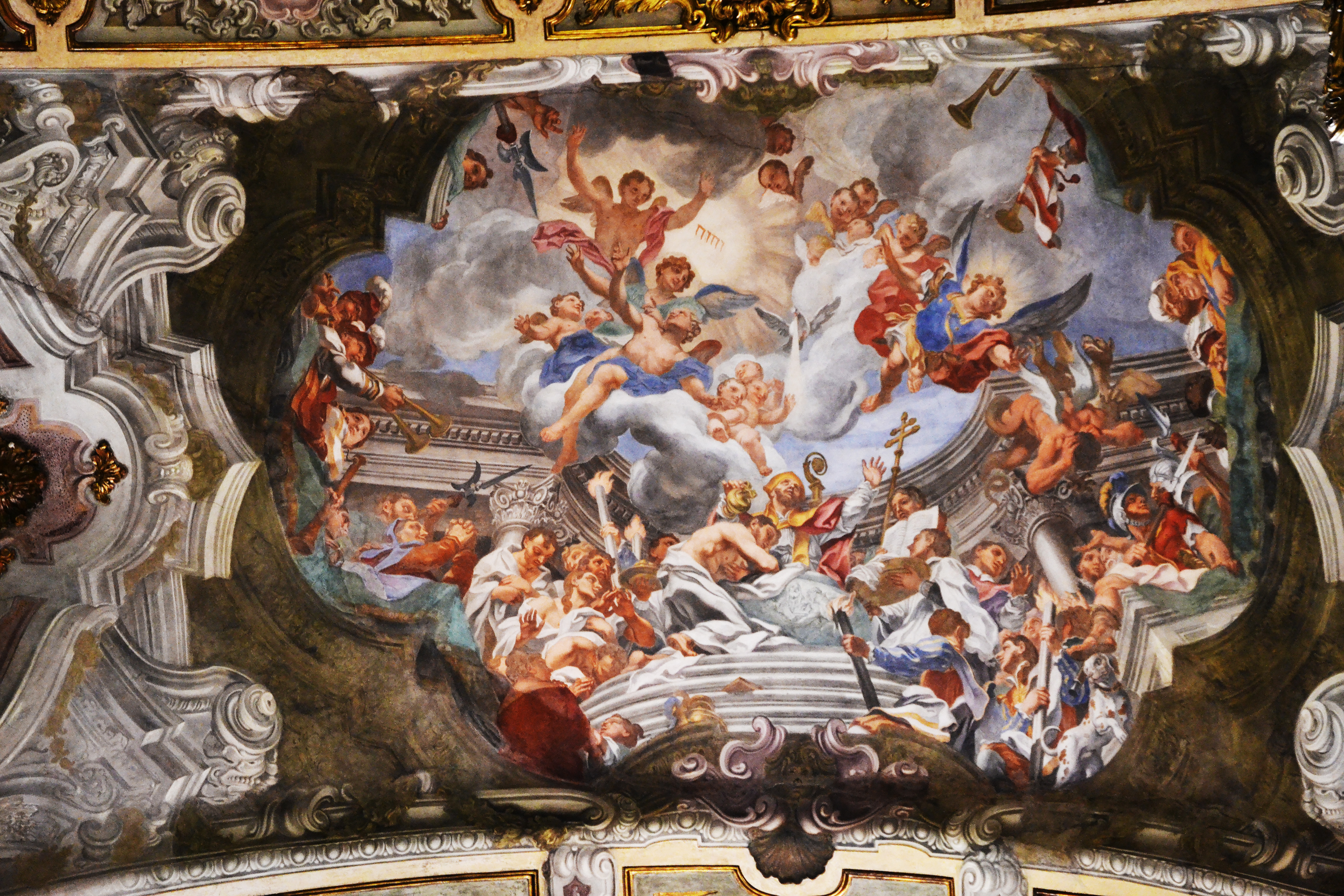
Chiesa della Consolazione (Genova)

## Opere

### Affreschi
- Chiesa di San Pietro in Banchi: peducci della cupola (Evangelisti, 1685)
- Palazzo Rosso: affreschi nella ”Loggia delle Rovine”, eseguiti con il padre Domenico e il cognato Gregorio De Ferrari (1687-1689).[5]
- Palazzo Ferretto (Genova): Concilio degli Dei, con Giove che porge a Mercurio la mela d'oro, realizzato in collaborazione con Francesco Costa[6]
- Palazzo Sauli: serie di affreschi di soggetto mitologico, realizzati in collaborazione con Giovanni Battista Revello (Ercole e Io, Diana ed Endimione, Bacco e Arianna, Pan e Siringa).
- Palazzo Bendinelli Sauli (Genova): Pallade incorona la Magnificenza
- Chiesa di san Luca (Genova): decorazione ad affresco in collaborazione con il padre
- chiesa della Madre di Dio: decorazione dell’abside (perduti)
- chiesa dei Ss. Giacomo e Filippo: affreschi (perduti)
- chiesa di S. Brigida: affreschi (perduti)
- chiesa di S. Maria Maddalena: San Francesco da Paola
- Chiesa della Consolazione (Genova): affreschi nella cappella Torre (Battesimo di S. Agostino e San Pietro riceve le chiavi da Gesù) (1718).
- Palazzo Durazzo-Pallavicini: affreschi nella volta della Sala Reni e della Sala van Dyck (1722), realizzati in collaborazione con il Costa.
- Chiesa di Santa Marta (Genova): serie di affreschi (S. Benedetto recato all'eterna gloria, Santi apostoli Pietro e Paolo, Gesù in casa di Marta e Maddalena, Marta supplica Gesù di riportare in vita Lazzaro). Il ciclo di affreschi inizialmente previsto fu interrotto per la morte dell'artista, e completato da Lorenzo De Ferrari[7].

### Dipinti
- Santuario di Nostra Signora delle Grazie al Molo, varie tele sugli altari, eseguite in collaborazione con Antonio Maria Piola.
- Parrocchiale di Verezzo: Gesù appare a sant'Antonio
- cattedrale di S. Lorenzo: Ascensione di Gesù Cristo (1695-96)
- Montoggio, chiesa di S. Giovanni Battista: Sacra Famiglia e santi
- parrocchiale di Ceriale: Madonna del Carmine fra i santi Francesco da Paola e Antonio da Padova
- Basilica di Santa Maria Assunta di Carignano: Vergine fra i Santi Domenico, Ignazio e Caterina.(1708)
- Chiesa di Nostra Signora della Neve (Genova-Bolzaneto): Conversione di San Paolo e Abramo riceve i tre angeli
- Chiesa di San Giovanni Battista in San Domenico (Savona): Madonna recante immagine di San Domenico
- Basilica di Santa Margherita (Santa Margherita Ligure): Misteri del Rosario
- Basilica dell'Immacolata Concezione di Sassello (Savona), opere varie